# Lonschitz
Lonschitz ist eine Ortschaft und eine Katastralgemeinde der Gemeinde Thörl im Bezirk Bruck-Mürzzuschlag in Steiermark.
Die Streusiedlung besteht aus den Streusiedlungen Hasbach und Kulm sowie aus mehreren Einzellagen. Über den Sattler (1007 m ü. A.) besteht eine Straßenverbindung mit Sankt Katharein an der Laming. In unmittelbarer Nähe befindet sich auch das Lärchegg (1020 m ü. A.), eine weitere Passverbindung, die zwar etwas höher liegt, dafür aber kürzer ist. In früheren Zeiten wurde das Lärchegg zu Fuß benutzt und der Sattler war Fuhrwerken vorbehalten.

## Siedlungsentwicklung
Zum Jahreswechsel 1979/1980 befanden sich in der Katastralgemeinde Lonschitz insgesamt 56 Bauflächen mit 29.778 m² und 26 Gärten auf 4.977 m², 1989/1990 gab es 51 Bauflächen. 1999/2000 war die Zahl der Bauflächen auf 159 angewachsen und 2009/2010 bestanden 60 Gebäude auf 128 Bauflächen.

## Bodennutzung
Die Katastralgemeinde ist forstwirtschaftlich geprägt. 221 Hektar wurden zum Jahreswechsel 1979/1980 landwirtschaftlich genutzt und 800 Hektar waren forstwirtschaftlich geführte Waldflächen. 1999/2000 wurde auf 170 Hektar Landwirtschaft betrieben und 842 Hektar waren als forstwirtschaftlich genutzte Flächen ausgewiesen. Ende 2018 waren 150 Hektar als landwirtschaftliche Flächen genutzt und Forstwirtschaft wurde auf 847 Hektar betrieben. Die durchschnittliche Bodenklimazahl von Lonschitz beträgt 13,4 (Stand 2010).